# Jack van der Hoek
J. Chr. (Jack) van der Hoek ('s-Gravenhage, 14 mei 1963) is een Nederlandse bestuurder en D66-politicus. Sinds 12 mei 2020 is hij burgemeester van Schouwen-Duiveland.

## Biografie

### Opleiding en loopbaan
Van der Hoek ging naar de mavo en havo en behaalde diverse certificaten en diploma's op het gebied van openbare orde, facilitair management en beveiliging. Van 1999 tot 2000 volgde hij een opleiding bedrijfskundig management aan het Instituut voor Management en Bedrijfskunde en studeerde van 2000 tot 2002 bedrijfskunde aan de Keele University en behaalde daar een MBA.
Van 1985 tot 1996 werkte Van der Hoek bij de Nederlandse Veiligheidsdienst (NVD). Van 1996 tot 2003 was hij hoofd beveiliging en facilitaire diensten bij het Amsterdams Historisch Museum en van 2004 tot 2005 hoofd facilitaire zaken bij de gemeente Purmerend. Van 2006 tot 2008 was hij veiligheidsmanager openbare orde en crisisbeheersing en van 2008 tot 2010 accounthouder brandweer bij de gemeente Haarlem.

### Politieke loopbaan
Van 2008 tot 2010 was Van der Hoek namens D66 wethouder en locoburgemeester van Uitgeest. Van 2010 tot 2016 was hij namens D66 wethouder en vanaf 2014 locoburgemeester van Haarlem. Van 8 februari 2016 tot 12 mei 2020 was hij namens D66 lid van de Gedeputeerde Staten van Noord-Holland.
Op 2 april 2020 heeft de gemeenteraad van Schouwen-Duiveland Van der Hoek voorgedragen als nieuwe burgemeester van deze gemeente als opvolger van Gerard Rabelink. Op 20 april 2020 werd bekendgemaakt dat de minister van Binnenlandse Zaken en Koninkrijksrelaties de voordracht heeft overgenomen en Van der Hoek werd middels koninklijk besluit per 12 mei 2020 benoemd.